# Quyền LGBT ở Phần Lan
Quyền đồng tính nữ, đồng tính nam, song tính và chuyển giới (tiếng Phần Lan: homoja, lesboja, biseksuaaleja ja transihmisiä; tiếng Thụy Điển: homosexuella, bisexuella, trans- och queerpersoner) ở Phần Lan là một số tiến bộ nhất trên thế giới. Theo báo cáo hàng năm ILGA, luật pháp LGBT của Phần Lan là một trong những luật lập pháp rộng lớn và phát triển nhất ở châu Âu. So với đồng nghiệp các nước Bắc Âu, nó đứng ở vị trí cao nhất, chỉ vượt trội so với người láng giềng Na Uy. Cả hai hoạt động tình dục đồng giới nam và nữ đều hợp pháp tại Phần Lan kể từ năm 1971 với "khuyến mãi" bị coi thường và tuổi đồng ý được cân bằng vào năm 1999, và đồng tính luyến ái được phân loại là một căn bệnh vào năm 1981. Phân biệt đối xử dựa trên xu hướng tình dục trong các lĩnh vực như việc làm, cung cấp hàng hóa và dịch vụ, v.v., đã bị hình sự hóa vào năm 1995 và phân biệt đối xử dựa trên bản dạng giới vào năm 2005.
Hôn nhân đồng giới và nhận con nuôi chung của các cặp đồng giới đã được Quốc hội Phần Lan phê chuẩn vào năm 2014, và luật có hiệu lực vào ngày 1 tháng 3 năm 2017. Trước đây, Phần Lan đã cho phép quan hệ đối tác đã đăng ký từ năm 2002 đến 2017, , cho phép các cặp đồng giới có cùng quyền như các cặp đã kết hôn trừ việc nhận con nuôi và họ chung. Thụ tinh trong ống nghiệm (IVF) đã được hợp pháp hóa cho các cặp đồng tính nữ vào năm 2007 và việc nhận con nuôi trở nên khả thi đối với tất cả các cặp đồng giới vào năm 2009.
Phần Lan thường được coi là một trong những quốc gia thân thiện với LGBT nhất thế giới và sự chấp nhận công khai của người LGBT và các mối quan hệ đồng giới là rất cao.

## Công nhận mối quan hệ đồng giới

### Những năm 2000
Đối tác đăng ký ở Phần Lan (tiếng Phần Lan: rekisteröity parisuhde; tiếng Thụy Điển: registrerat partnerskap) được tạo ra cho các cặp đồng giới vào năm 2002. Luật pháp, trao quyền và trách nhiệm tương tự cho các cặp đồng giới như các cặp khác giới đã kết hôn, đã được Nghị viện thông qua vào tháng 9 năm 2001 với số phiếu bầu 99–84. Vào tháng 5 năm 2009, Nghị viện đã sửa đổi luật cho phép các cặp vợ chồng nhận nuôi con đẻ của bạn đời. Quan hệ đối tác đã đăng ký, chỉ dành cho các cặp đồng tính nam, đã được đăng ký và giải thể bằng cách sử dụng thủ tục tương tự như đối với hôn nhân dân sự. Pháp luật cũng cấp quyền nhập cư cho một đối tác nước ngoài đồng giới của một công dân Phần Lan. Luật hợp tác đã đăng ký đã bị bãi bỏ vào ngày 1 tháng 3 năm 2017 sau khi luật hôn nhân đồng giới có hiệu lực.
Theo một cuộc khảo sát được thực hiện bởi tờ báo  Kotimaa , vào ngày 11 tháng 3 năm 2010, quốc hội được bầu vào mùa xuân 2007 đã bị chia tách về vấn đề hôn nhân đồng giới, với 54% phản đối và 46% ủng hộ luật hôn nhân trung lập về giới. Tuy nhiên, bốn trong số tám đảng trong Quốc hội - Dân chủ Xã hội, Xanh, Liên minh trái, và Đảng Nhân dân Thụy Điển — đã tuyên bố ủng hộ hôn nhân đồng giới trong vị trí chung của họ. Liên minh quốc gia đưa hôn nhân đồng giới vào chương trình nghị sự của mình trong đại hội đảng vào tháng 6 năm 2010, mặc dù phó chủ tịch của nhóm quốc hội Ben Zyskowicz không tin rằng nó sẽ được NCP chấp thuận ít nhất trong bốn năm tới, dựa trên quan điểm của ông về phần lớn các nghị sĩ NCP sau đó đã chống lại nó. Center Party không có vị trí chung về hôn nhân đồng giới, mặc dù nó phản đối quyền nhận con nuôi cho các cặp đồng giới. Dân chủ Thiên chúa giáo, và Finns có lập trường tiêu cực về hôn nhân đồng giới trong các nền tảng bầu cử của họ.

### Những năm 2010
Dựa trên sự hỗ trợ của năm trong số tám đảng trong Nghị viện được bầu trong 2007, có thể coi là hôn nhân đồng giới sẽ được hợp pháp hóa sau 2011. Nó đã được suy đoán rằng vấn đề hôn nhân đồng giới sẽ là một chủ đề chính, tuy nhiên, trong một cuộc khảo sát tháng 8 năm 2010 của Yle, chỉ có 20% số người được hỏi cho rằng vấn đề này nên là một chủ đề chính. Theo ứng dụng tư vấn bỏ phiếu của  Helsingin Sanomat, 90 Các nghị sĩ của 200 ghế hiện tại Nghị viện bầu năm 2011 ủng hộ tư cách của các cặp đồng giới để nhận con nuôi bên ngoài, trong khi 93 nghị sĩ phản đối. Là kết quả của sự bao gồm Dân chủ Thiên chúa giáo trong nội các Chính phủ mới – Chủ tịch đảng Dân chủ Thiên chúa giáo, Päivi Räsänen, trở thành Bộ trưởng Bộ Nội vụ, – một dự luật hợp pháp hóa hôn nhân đồng giới không được đưa vào nền tảng chính phủ. Tuy nhiên, theo Liên minh cánh tả, đã được thỏa thuận trong các cuộc đàm phán về việc thành lập chính phủ, nếu do một nghị sĩ riêng lẻ, dự luật đó sẽ được được tất cả các đảng khác trong Liên minh Chính phủ (Liên minh Quốc gia, Dân chủ Xã hội, Liên minh Cánh tả, Liên minh Xanh và [[Nhân dân Thụy Điển] Đảng (Phần Lan) | Đảng Nhân dân Thụy Điển]]).
Một nhóm làm việc cho dự luật, đứng đầu là Nghị sĩ Liên minh Quốc gia Lasse Männistö, đã sớm được ra mắt và bắt đầu hoạt động vào tháng 9 năm 2011. Một dự luật sau đó đã được trình lên Quốc hội Phần Lan vào ngày 8 tháng 2 năm 2012, với bộ sưu tập chữ ký chứng thực - 76 trong số 199 nghị sĩ bỏ phiếu cho biết họ ủng hộ dự luật. Dự luật đã nhận được sự hỗ trợ đầy đủ từ các Nghị sĩ Liên minh cánh tả và các Nghị sĩ Liên minh cánh tả cũ (lần lượt là 12 và 2) và Greens (10), trong khi nó được hưởng sự ủng hộ đa số trong Đảng Dân chủ Xã hội (30–12) và Đảng Nhân dân Thụy Điển (7–3). Trong khi đó, dự luật kết hôn được hưởng sự hỗ trợ thiểu số trong Liên minh Quốc gia (14–30) và rất ít hỗ trợ từ Trung tâm (1–34), trong khi không có nghị sĩ nào từ đảng True Finns hay đảng Dân chủ Thiên chúa giáo lên tiếng ủng hộ. Theo đài truyền hình nhà nước Yle, dự luật đã giảm cơ hội thông qua vì nó được gửi dưới dạng hóa đơn của thành viên tư nhân và do đó, phải có ít nhất 100 người ký để đủ điều kiện cho quá trình chuẩn bị trong một ủy ban quốc hội & ndash; trái ngược với đề xuất của chính phủ trực tiếp tới một ủy ban và bỏ phiếu trong phiên họp toàn thể của quốc hội.
Vào ngày 27 tháng 2 năm 2013, dự luật đã được Ủy ban Pháp lý bỏ phiếu trong 9–8 phiếu. Trước khi từ chối, những người ủng hộ dự luật đã buộc tội chủ tịch ủy ban Anne Holmlund (cá nhân phản đối dự luật) đã trì hoãn quá trình này. Holmlund phủ nhận điều này, chỉ ra một số đề xuất và dự luật của chính phủ với hơn 100 nghị sĩ ký, được ưu tiên theo các quy tắc thủ tục. Finns Party MP Arja Juvonen, người được cho là sẽ đồng tính hơn người tiền nhiệm của cô trong ủy ban (Johanna Jurva), cũng đã cáo buộc Greens, Dân chủ Xã hội và Liên minh còn lại gây áp lực buộc bà phải tán thành dự luật chống lại quyết định của nhóm Finns. Tuy nhiên, việc sửa đổi Hiến pháp Phần Lan ngày 1 tháng 3 năm 2012 cho phép sáng kiến của công dân với ít nhất 50.000 người ký hợp lệ được Quốc hội xem xét. A civil campaign called "Tahdon2013" ("I do 2013") nhanh chóng thu thập tốc độ và thu thập các chữ ký cần thiết cho dự luật vào ngày 19 tháng 3 năm 2013, thu thập hơn 100.000 chữ ký trực tuyến chỉ trong ngày đầu tiên. Tổng cộng, sáng kiến đã được hỗ trợ bởi hơn 166.000 trước hạn chót, ngày 19 tháng 9, và đã được đệ trình lên Quốc hội vào tháng 12 năm 2013. Dự luật được đưa ra để tranh luận giới thiệu (lähetekeskustelu) trong phiên họp toàn thể vào ngày 20 tháng 2 năm 2014, sau đó dự luật đã được chuyển đến Ủy ban Pháp lý. Vào ngày 25 tháng 6, dự luật đã bị Ủy ban Pháp lý từ chối với số phiếu 10-6. Ủy ban đề nghị Quốc hội bác bỏ dự luật. Hai thành viên không có mặt, mặc dù cả hai đều xin lỗi vì vắng mặt và tuyên bố rằng nó sẽ thất bại trong ngày 9-8 nếu mọi người tham dự.
Vào ngày 28 tháng 11 năm 2014, Quốc hội Phần Lan đã bỏ phiếu 105-92 để từ chối đề xuất của Ủy ban Pháp lý. Việc hợp pháp hóa sau đó đã được Nghị viện phê chuẩn 101 vào ngày 12 tháng 12, biến nó thành sáng kiến của công dân được Nghị viện thông qua. Nó được ký kết thành luật bởi President Sauli Niinistö vào ngày 20 tháng 2 năm 2015. Thủ tướng Phần Lan Alexander Stubb cho thấy sự ủng hộ đối với hóa đơn. Luật ra đời từ sáng kiến của công dân và Thủ tướng đã thúc đẩy điều này như là "một ví dụ điển hình của quyền lực công dân." Sau một số theo dõi lập pháp, luật cho phép kết hôn đồng giới có hiệu lực vào ngày 1 tháng 3 năm 2017, đưa Phần Lan trở thành quốc gia châu Âu thứ 12 hợp pháp hóa hôn nhân đồng giới.

## Thông qua và kế hoạch hóa gia đình
Việc nhận con nuôi chung cho các cặp đồng giới là hợp pháp và luật cho phép việc nhận con nuôi đó có hiệu lực vào ngày 1 tháng 3 năm 2017. Sự chấp thuận của Nghị viện Phần Lan về luật hôn nhân đồng giới vào cuối năm 2014 bao gồm các điều khoản cho phép các cặp đồng giới được thông qua. Việc nhận con nuôi đã được hợp pháp từ năm 2009. Các cặp vợ chồng nữ có nhiều quyền của cha mẹ hơn so với các cặp nam giới, cho rằng quyền truy cập như nhau vào thụ tinh trong ống nghiệm (IVF) và thụ tinh nhân tạo đã được hợp pháp hóa vào năm 2006. Surrogacy vẫn là bất hợp pháp cho cả các cặp đôi khác giới và các cặp đồng giới.
Quyền nuôi con cho các cặp đồng tính nữ rất phức tạp; vào năm 2016, một sáng kiến của công dân kêu gọi Quốc hội sửa đổi luật để cho phép các cặp đồng tính nữ được tự động thừa nhận cha mẹ trong pháp luật. Hiện tại, các cặp vợ chồng như vậy phải thực hiện việc nhận con nuôi trong gia đình để được công nhận là cha mẹ của những đứa trẻ được thụ thai thông qua điều trị sinh sản. Vào tháng 2 năm 2018, Nghị viện đã thông qua một đạo luật với số phiếu 122-42 bao gồm các cặp nữ đồng giới trong tất cả các quyền của thai sản và các quyền cha mẹ đầy đủ. Nó đã được Tổng thống ký vào ngày 20 tháng 4 năm 2018 và có hiệu lực vào ngày 1 tháng 4 năm 2019.
| Đảng                     | Phiếu ủng hộ | Phiếu phản đối | Phiếu trắng        | Vắng mặt (Không bỏ phiếu) |
| ------------------------ | --- | --- | ------------------ | --- |
| Đảng Trung tâm           | 22 - Anne Berner - Hannakaisa Heikkinen - Petri Honkonen - Kauko Juhantalo - Antti Kaikkonen - Timo Kalli - Mikko Kärnä - Hanna Kosonen - Katri Kulmuni - Antti Kurvinen - Markku Pakkanen - Aila Paloniemi - Ulla Parviainen - Tuomo Puumala - Juha Pylväs - Antti Rantakangas - Juha Rehula - Markku Rossi - Annika Saarikko - Juha Sipilä - Matti Vanhanen - Eerikki Viljanen | 15 - Olavi Ala-Nissilä - Sirkka-Liisa Anttila - Pertti Hakanen - Lasse Hautala - Hannu Hoskonen - Seppo Kääriäinen - Esko Kiviranta - Markus Lohi - Eeva-Maria Maijala - Arto Pirttilahti - Pekka Puska - Mikko Savola - Martti Talja - Tapani Tölli - Ari Torniainen | –                  | 12 - Mikko Alatalo - Marisanna Jarva - Anne Kalmari - Elsi Katainen - Niilo Keränen - Timo V. Korhonen - Jari Leppä - Mika Lintilä - Mauri Pekkarinen - Kimmo Tiilikainen - Mirja Vehkaperä - Anu Vehviläinen |
| Đảng liên minh quốc gia  | 28 - Sanni Grahn-Laasonen - Antti Häkkänen - Harry Harkimo - Timo Heinonen - Harri Jaskari - Ilkka Kanerva - Pia Kauma - Pauli Kiuru - Jaana Laitinen-Pesola - Sanna Lauslahti - Eero Lehti - Elina Lepomäki - Sari Multala - Kai Mykkänen - Sari Raassina - Veera Ruoho - Pertti Salolainen - Sari Sarkomaa - Arto Satonen - Saara-Sofia Sirén - Eero Suutari - Mari-Leena Talvitie - Kari Tolvanen - Juhana Vartiainen - Sofia Vikman - Anne-Mari Virolainen - Sinuhe Wallinheimo - Ben Zyskowicz                                                       | 2 - Kalle Jokinen - Jukka Kopra | –                  | 8 - Markku Eestilä - Susanna Koski - Outi Mäkelä - Petteri Orpo - Jaana Pelkonen - Paula Risikkob - Wille Rydman - Lenita Toivakka                                                                            |
| Đảng Dân chủ Xã hội      | 30 - Eeva-Johanna Eloranta - Maarit Feldt-Ranta - Tarja Filatov - Tuula Haatainen - Timo Harakka - Eero Heinäluoma - Susanna Huovinen - Lauri Ihalainen - Ilkka Kantola - Anneli Kiljunen - Krista Kiuru - Suna Kymäläinen - Antti Lindtman - Merja Mäkisalo-Ropponen - Sanna Marin - Riitta Myller - Ilmari Nurminen - Johanna Ojala-Niemelä - Sirpa Paatero - Joona Räsänen - Antti Rinne - Kristiina Salonen - Ville Skinnari - Satu Taavitsainen - Katja Taimela - Maria Tolppanen - Pilvi Torsti - Erkki Tuomioja - Tytti Tuppurainen - Pia Viitanen | – | –                  | 5 - Jukka Gustafsson - Maria Guzenina - Mika Kari - Jutta Urpilainen - Harry Wallin |
| Cải cách màu xanh        | 4 - Tiina Elovaara - Ari Jalonen - Jari Lindström - Anne Louhelainen | 10 - Simon Elo - Reijo Hongisto - Kimmo Kivelä - Kari Kulmala - Lea Mäkipää - Martti Mölsä - Jussi Niinistö - Vesa-Matti Saarakkala - Timo Soini - Sampo Terho | 1 - Pirkko Mattila | 4 - Maria Lohela - Pentti Oinonen - Matti Torvinen - Kaj Turunen |
| Đảng Finns               | 4 - Ritva Elomaa - Arja Juvonen - Ville Tavio - Ville Vähämäki | 10 - Laura Huhtasaari - Olli Immonen - Toimi Kankaanniemi - Rami Lehto - Jani Mäkelä - Leena Meri - Mika Niikko - Tom Packalén - Mika Raatikainen - Sami Savio | –                  | 3 - Juho Eerola - Teuvo Hakkarainen - Jari Ronkainen |
| Liên đoàn xanh           | 13 - Touko Aalto - Outi Alanko-Kahiluoto - Pekka Haavisto - Hanna Halmeenpää - Satu Hassi - Heli Järvinen - Emma Kari - Johanna Karimäki - Jyrki Kasvi - Krista Mikkonen - Ville Niinistö - Antero Vartia - Ozan Yanar | – | –                  | 2 - Olli-Poika Parviainen - Jani Toivola |
| Liên minh tráiw          | 12 - Li Andersson - Paavo Arhinmäki - Katja Hänninen - Anna Kontula - Annika Lapintie - Silvia Modig - Markus Mustajärvi - Jari Myllykoski - Aino-Kaisa Pekonen - Hanna Sarkkinen - Matti Semi - Kari Uotila | – | –                  | – |
| Đảng Nhân dân Thụy Điểna | 9 - Anders Adlercreutz - Eva Biaudet - Thomas Blomqvist - Anna-Maja Henriksson - Mats Löfström - Mikaela Nylander - Mats Nylund - Veronica Rehn-Kivi - Stefan Wallin | – | –                  | 1 - Joakim Strand |
| Dân chủ Thiên chúa giáo  | – | 5 - Sari Essayah - Antero Laukkanen - Peter Östman - Päivi Räsänen - Sari Tanus | –                  | – |
| Tổng cộng                | 122 | 42 | 1                  | 35 |

a. Nhóm nghị sĩ của người Phần Lan nói tiếng Thụy Điển bao gồm chín thành viên Đảng Dân tộc Thụy Điển và một thành viên Độc lập đại diện cho Khu tự trị Åland.
b. Người phát ngôn chỉ bỏ phiếu trong những trường hợp bất thường, mặc dù người đó vẫn tiếp tục phục vụ như một trong 200 thành viên của Nghị viện.

## Chống phân biệt đối xử
Phân biệt đối xử dựa trên xu hướng tình dục đã bị hình sự hóa từ năm 1995 và dựa trên bản sắc hoặc biểu hiện giới tính từ năm 2005.
Năm 2014, Quốc hội Phần Lan đã sửa đổi luật, thiết lập thêm các biện pháp bảo vệ việc làm, cung cấp hàng hóa và dịch vụ, giáo dục và dịch vụ y tế.
Mục 8 (1) của Đạo luật về Bình đẳng giữa Phụ nữ và Nam giới (tiếng Phần Lan: Laki naisten ja miesten välisestä tasa-arvosta; tiếng Thụy Điển: Lag om jämställdhet mellan kvinnor och män) như sau:
| “ | Không ai có thể bị phân biệt đối xử dựa trên tuổi tác, nguồn gốc, quốc tịch, ngôn ngữ, tôn giáo, tín ngưỡng, quan điểm, hoạt động chính trị, hoạt động công đoàn, mối quan hệ gia đình, tình trạng sức khỏe, khuyết tật, khuynh hướng tình dục hoặc các đặc điểm cá nhân khác. Phân biệt đối xử bị cấm, bất kể nó dựa trên một thực tế hoặc giả định liên quan đến người đó hoặc người khác. | ” |

## Bản dạng và biểu hiện giới
Ở Phần Lan, những người muốn thay đổi giới tính hợp pháp của họ phải được khử trùng hoặc "vì một số lý do khác gây vô sinh". Năm 2012, một sự thay đổi có thể của luật đã được Bộ Xã hội và Y tế Phần Lan xem xét. Một khuyến nghị từ Hội đồng Nhân quyền LHQ để loại bỏ yêu cầu triệt sản đã bị Chính phủ Phần Lan từ chối vào năm 2017. Sakris Kupila, một nhà hoạt động chuyển giới và sinh viên y khoa, đã bị từ chối thay đổi giới tính hợp pháp sau khi từ chối thực hiện quy trình này, vận động cùng với Tổ chức Ân xá Quốc tế để yêu cầu thay đổi luật pháp. Người chuyển giới cũng phải được chẩn đoán rối loạn tâm thần để thay đổi giới tính hợp pháp.

## Hiến máu
Vào tháng 12 năm 2013, Cơ quan Dược phẩm Phần Lan đã thay đổi các quy tắc về hiến máu, bãi bỏ lệnh cấm vĩnh viễn đối với nam quan hệ tình dục với nam (NQHN) và thiết lập một - thời gian trì hoãn.

## Điều kiện sống

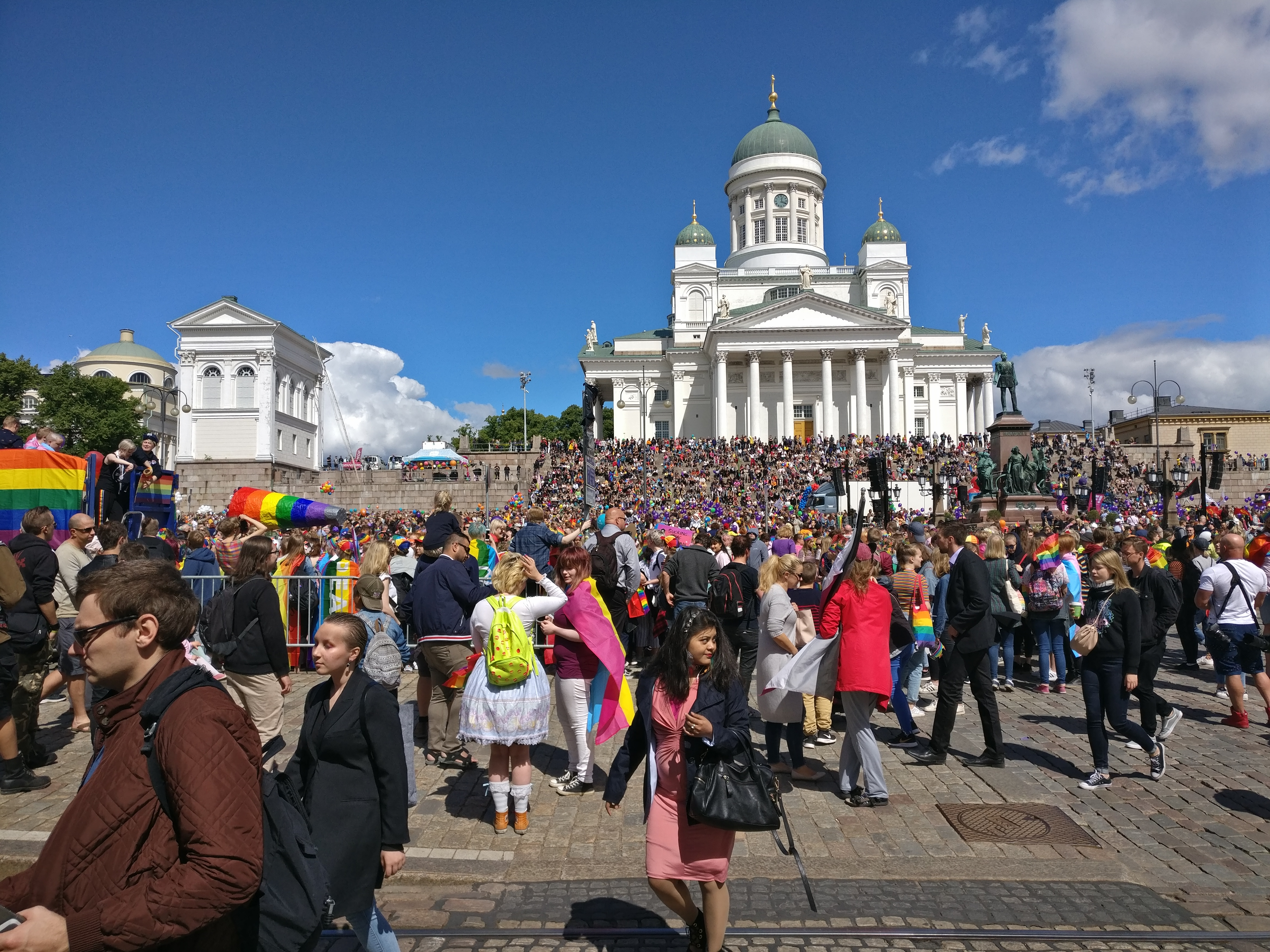
Cuộc diễu hành Helsinki Pride 2018 có sự tham gia của khoảng 100.000 người; gần gấp ba lần năm 2017.

Phần Lan thường được coi là một trong những quốc gia thân thiện với LGBT nhất trên thế giới và sự chấp nhận công khai của người LGBT và các mối quan hệ đồng giới là rất cao. "Chỉ số hạnh phúc đồng tính" (GHI), dựa trên cuộc thăm dò của PlanetRomeo, liệt kê Phần Lan là quốc gia hạnh phúc thứ mười hai đối với người LGBT, ngang bằng với các quốc gia như New Zealand và Tây Ban Nha.
Một số thành phố của Phần Lan có các tổ chức LGBT cung cấp trợ giúp, hướng dẫn và tư vấn liên quan đến công khai đồng tính, sức khỏe, tình dục và các mối quan hệ. Các cuộc diễu hành kiêu hãnh được tổ chức ở nhiều thành phố khác nhau trên khắp Phần Lan, đáng chú ý là ở Helsinki, thủ đô, mà còn ở các thành phố nhỏ hơn như Rovaniemi và Kuusamo, ở phía bắc của đất nước.
Ước tính có khoảng 100.000 người tham dự cuộc diễu hành Helsinki Pride 2018s.

### Chính trị
Năm 2011, Pekka Haavisto, một thành viên đồng tính công khai của Quốc hội Phần Lan, đã được đề cử làm ứng cử viên Liên đoàn xanh cho bầu cử tổng thống Phần Lan năm 2012. Trong vòng đầu tiên của cuộc bầu cử vào ngày 22 tháng 1 năm 2012, ông đã đứng thứ hai với 18,8% số phiếu, nhưng trong cuộc tranh cử vào ngày 5 tháng 2, ông đã thua ứng cử viên của Đảng Liên minh Quốc gia, cựu Bộ trưởng Tài chính Sauli Niinistö với 37,4 phần trăm số phiếu.
Vào tháng 2 năm 2017, Haavisto tuyên bố rằng ông sẽ tiếp tục ứng cử vào năm 2018 bầu cử tổng thống. Quyết định được đưa ra sau khi Haavisto đã được Green League tiếp cận nhiều lần. Trong cuộc bầu cử, Haavisto đứng thứ hai với 12,4% số phiếu, trong khi Tổng thống Niinistö tiếp tục đảm bảo nhiệm kỳ thứ hai với đa số phiếu bầu.

## Bảng tóm tắt
| Hoạt động tình dục đồng giới hợp pháp                                                                                       | (Từ năm 1971)                                        |
| Độ tuổi đồng ý | (Từ năm 1999)                                        |
| Luật chống phân biệt đối xử chỉ trong việc làm                                                                              | (Từ năm 1995)                                        |
| Luật chống phân biệt đối xử trong việc cung cấp hàng hóa và dịch vụ                                                         | (Từ năm 1995)                                        |
| Luật chống phân biệt đối xử trong tất cả các lĩnh vực khác (bao gồm phân biệt đối xử gián tiếp, ngôn từ kích động thù địch) | (Từ năm 1995)                                        |
| Luật chống phân biệt đối xử liên quan đến bản sắc giới                                                                      | (Từ năm 2005)                                        |
| Công nhận các cặp đồng giới                                                                                                 | (Từ năm 2002)                                        |
| Hôn nhân đồng giới | (Từ năm 2017)                                        |
| Công nhận nhận con nuôi cho người độc thân bất kể xu hướng tình dục                                                         | Yes                                                  |
| Con nuôi của các cặp vợ chồng đồng giới                                                                                     | (Tứ năm 2009)                                        |
| Con nuôi chung của các cặp đồng giới                                                                                        | (Từ năm 2017)                                        |
| Người LGBT được phép phục vụ công khai trong quân đội                                                                       | Yes                                                  |
| Quyền thay đổi giới tính hợp pháp                                                                                           | (Từ năm 2002; nhưng yêu cầu khử trùng)               |
| Truy cập IVF cho đồng tính nữ                                                                                               | (Since 2006)                                         |
| Làm cha mẹ tự động cho cả hai vợ chồng sau khi sinh                                                                         | (Từ năm 2019)                                        |
| Liệu pháp chuyển đổi bị cấm ở trẻ vị thành niên                                                                             | No                                                   |
| Mang thai hộ thương mại cho các cặp đồng tính nam                                                                           | (Bất hợp pháp cho các cặp vợ chồng dị tính cũng vậy) |
| NQHN được phép hiến máu | / (Từ năm 2013, yêu cầu hoãn một năm)                |